# Biblioteca Municipal Monteiro Lobato (Guarulhos)
A Biblioteca Pública Municipal Monteiro Lobato está localizada na cidade de Guarulhos, SP. A biblioteca foi estabelecida pelo Ato nº 233 de 20 junho 1939, e inaugurada no dia 10 de novembro de 1940, em um salão nobre da prefeitura de Guarulhos. Hoje em dia se encontra na Rua João Gonçalves, 439 no centro de Guarulhos, possuindo um acervo de 85 mil livros. A biblioteca conta também com o Espaço Braille Profª Alice Ribeiro, com o Espaço do Escritor Guarulhense, com uma Gibiteca e com um Espaço Troca de Livros.

## História
Três guarulhenses, João Ranali, Mário Boari Tamassia e Paulo de Morais, elaboraram um projeto de lei para a criação de uma biblioteca municipal para o então prefeito José Moreira de Mattos, que seria estabelecida através do Ato nº 233. O acervo da biblioteca foi montado com livros doados pela própria comunidade, e o mobiliário foi cedido pelo Sr. Antonio Machado, dono da Empresa de Ônibus Guarulhos. A Biblioteca foi instalada em 26 de Outubro de 1940 no salão nobre da prefeitura. A biblioteca foi inaugurada no dia 10 de Novembro de 1940. Dez anos depois, em 6 de Julho de 1978, através do Decreto nº 6344, a Biblioteca Pública Municipal recebeu o nome de Biblioteca Municipal Monteiro Lobato.

## Galeria

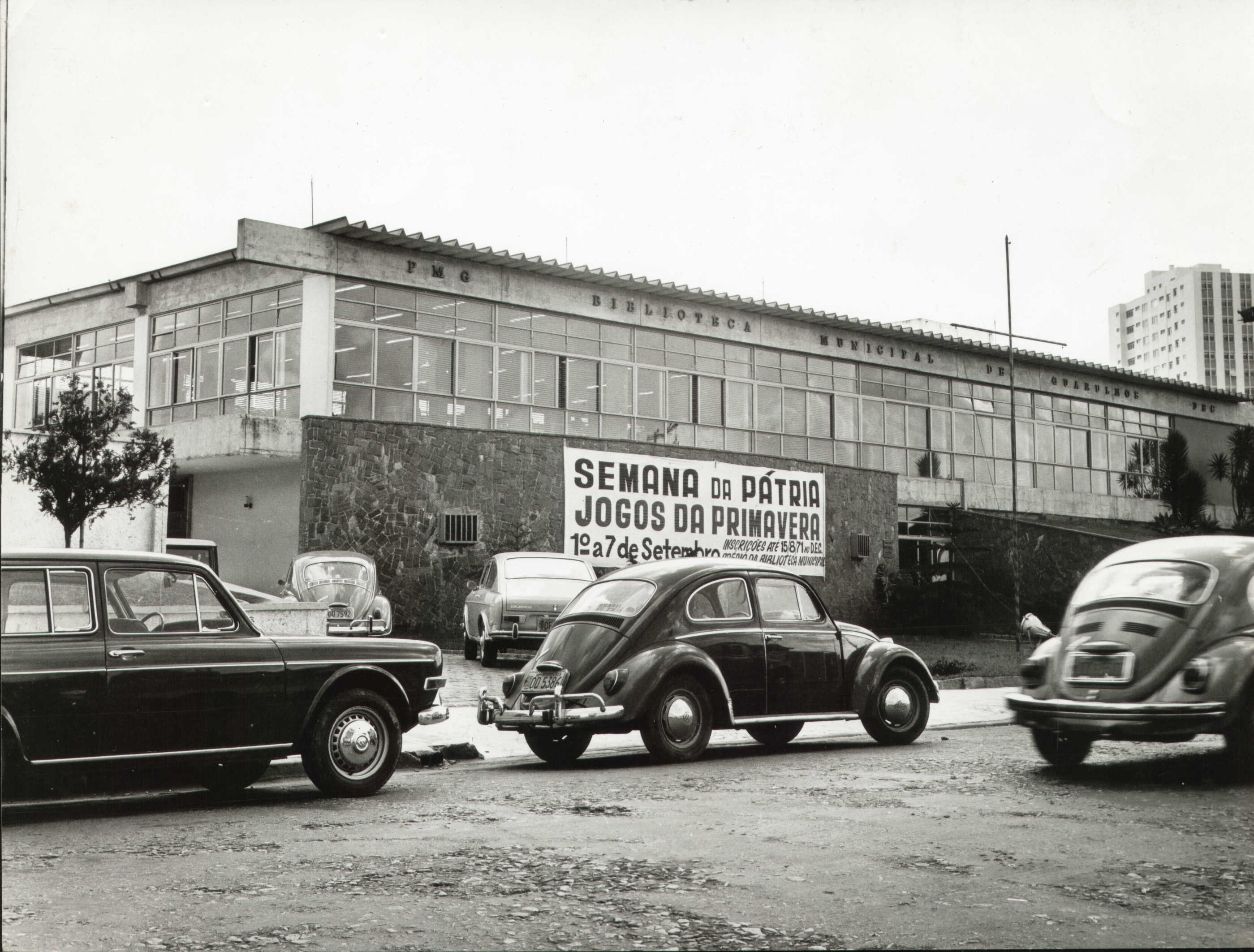
Em 1975.
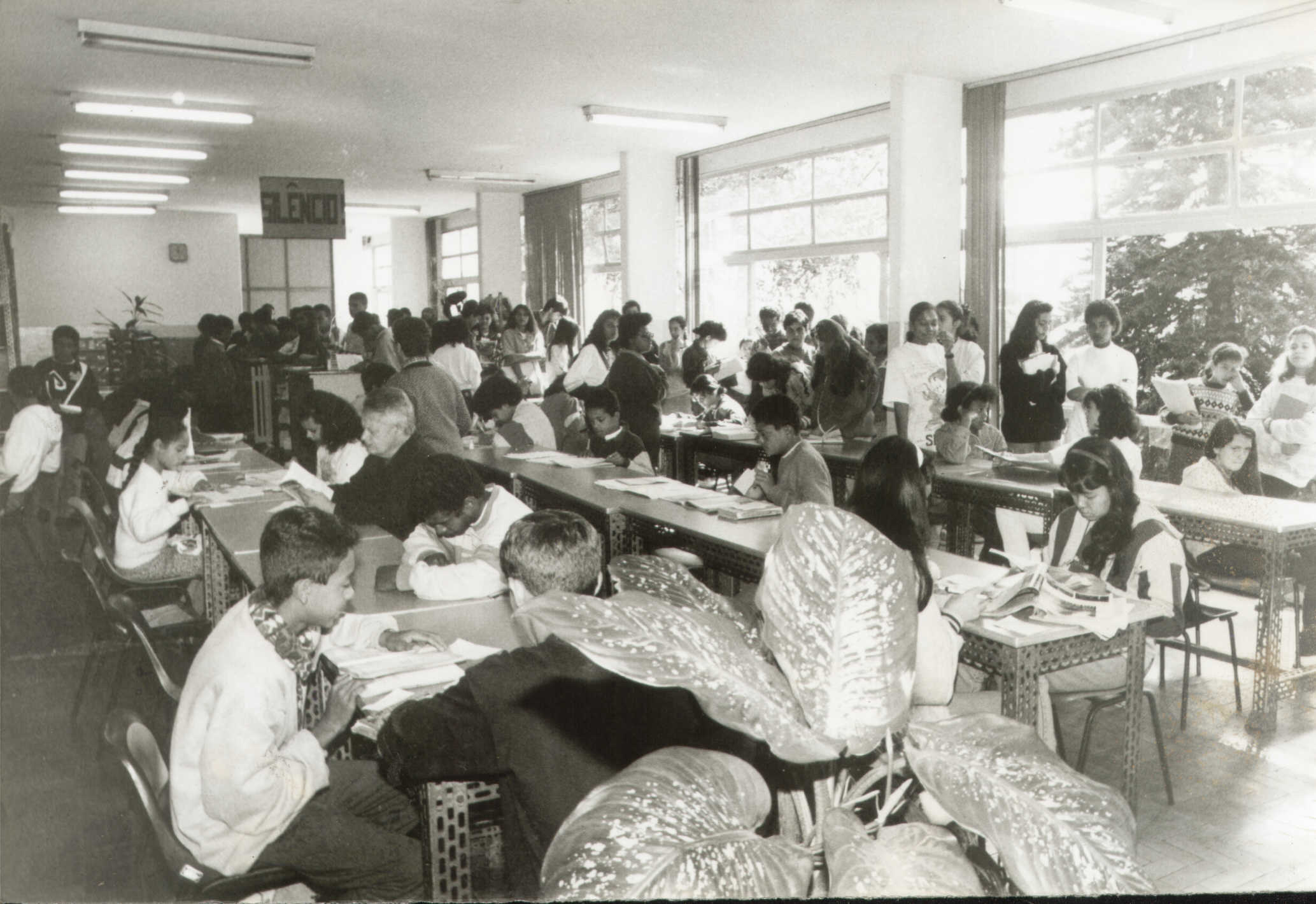
Em 1994.